# All England 1999
Die All England 1999, ein Wettbewerb im Badminton, fanden vom 9. bis 14. März in Birmingham statt. Sie waren die 89. Auflage dieser Veranstaltung. Das Preisgeld betrug 125.000 US-Dollar.

## Austragungsort
- National Indoor Arena

## Sieger und Platzierte
| Disziplin    | Gold                       | Silber                     | Bronze                          |
| ------------ | -------------------------- | -------------------------- | ------------------------------- |
| Herreneinzel | Peter Gade                 | Taufik Hidayat             | Budi Santoso                    |
| Herreneinzel | Peter Gade                 | Taufik Hidayat             | Poul-Erik Høyer Larsen          |
| Dameneinzel  | Ye Zhaoying                | Dai Yun                    | Camilla Martin                  |
| Dameneinzel  | Ye Zhaoying                | Dai Yun                    | Zhou Mi                         |
| Herrendoppel | Tony Gunawan Candra Wijaya | Lee Dong-soo Yoo Yong-sung | Ha Tae-kwon Kim Dong-moon       |
| Herrendoppel | Tony Gunawan Candra Wijaya | Lee Dong-soo Yoo Yong-sung | Chew Choon Eng Lee Wan Wah      |
| Damendoppel  | Chung Jae-hee Ra Kyung-min | Huang Sui Lu Ying          | Gao Ling Qin Yiyuan             |
| Damendoppel  | Chung Jae-hee Ra Kyung-min | Huang Sui Lu Ying          | Ann-Lou Jørgensen Rikke Olsen   |
| Mixed        | Simon Archer Joanne Goode  | Ha Tae-kwon Chung Jae-hee  | Bambang Suprianto Zelin Resiana |
| Mixed        | Simon Archer Joanne Goode  | Ha Tae-kwon Chung Jae-hee  | Michael Søgaard Rikke Olsen     |

## Finalresultate
| Disziplin    | Sieger                     | Finalist                   | Ergebnis           |
| ------------ | -------------------------- | -------------------------- | ------------------ |
| Herreneinzel | Peter Gade                 | Taufik Hidayat             | 15–11, 7–15, 15–10 |
| Dameneinzel  | Ye Zhaoying                | Dai Yun                    | 9–11, 11–5, 11–1   |
| Herrendoppel | Tony Gunawan Candra Wijaya | Lee Dong-soo Yoo Yong-sung | 15–7, 15–5         |
| Damendoppel  | Chung Jae-hee Ra Kyung-min | Huang Sui Lu Ying          | 15–6, 15–8         |
| Mixed        | Simon Archer Joanne Goode  | Ha Tae-kwon Chung Jae-hee  | 15–2, 15–13        |

## Herreneinzel

### Qualifikation 1. Runde
- Michael Edge –  Nermal Sethi: 15-7 / 15-2
- Andreas Wölk –  Enrico Galeani: 15-4 / 15-7
- Ian Maywald –  Aamir Ghaffar: 13-15 / 15-7 / 15-13
- Sachin Ratti –  Alain Grenier: 15-2 / 15-0
- Wilfried Vranken –  Chris Dakin: 10-15 / 15-8 / 15-8
- Martin Delfs –  Kiran Kumar: 15-6 / 15-8
- Simone Vincenzi –  Stoil Jilev: 17-15 / 8-15 / 15-5
- Mohammed Saqib Majeed –  Ali Ashgar Chowdhury: 15-4 / 15-9
- Jens Roch –  Manfred Tripp: 15-5 / 15-11
- Chris Black –  Patrick Boonen: 15-4 / 15-8
- Alexander Book –  Matthew Shuker: 17-14 / 15-9
- Klaus Raffeiner –  William Milroy: 15-17 / 15-7 / 15-6
- Srikant Bakshi –  Antonio Lopes: 15-6 / 15-2
- Rehan Khan –  Patrick Ejlerskov: 15-10 / 15-12
- Abhinn Shyam Gupta –  Mark Burgess: 15-3 / 15-2
- David Vandewinkel –  Lee Clapham: 15-12 / 15-11
- Marcus Jansson –  Aqueel Bhatti: 15-4 / 15-2

### Qualifikation 2. Runde
- Michael Edge –  Andreas Wölk: 15-5 / 15-7
- Sachin Ratti –  Ian Maywald: 15-7 / 17-16
- Martin Delfs –  Wilfried Vranken: 15-7 / 15-2
- Andrew Dabeka –  Simone Vincenzi: 15-3 / 15-8
- Jens Roch –  Mohammed Saqib Majeed: 15-5 / 15-5
- Alexander Book –  Chris Black: 15-8 / 15-9
- Klaus Raffeiner –  David Gilmour: 15-7 / 15-6
- Srikant Bakshi –  Jonas Lyduch: 15-7 / 15-2
- Marcus Jansson –  David Vandewinkel: 15-9 / 15-4

### 1. Runde
- Peter Gade –  Marleve Mainaky: 15-12 / 15-11
- Ruud Kuijten –  Nikhil Kanetkar: 15-3 / 15-3
- Joachim Fischer Nielsen –  Morten Grove: 15-0 / 15-3
- Srikant Bakshi –  Paul Hinder: 15-9 / 11-15 / 15-6
- Nabil Lasmari –  Mike Joppien: 15-13 / 15-4
- Fumihiko Machida –  Steffan Pandya: 15-8 / 15-7
- Yohan Hadikusumo Wiratama –  Ahn Jae-chang: 15-12 / 15-2
- Peter Janum –  Gerben Bruijstens: 15-5 / 15-12
- Budi Santoso –  Mike Beres: 15-7 / 15-5
- Chen Wei –  Shinji Ohta: 15-1 / 15-8
- Wong Choong Hann –  Michael Edge: 17-14 / 15-3
- Anders Boesen –  Richard Doling: 15-10 / 15-5
- Kenneth Jonassen –  Bobby Milroy: 15-8 / 15-4
- Indra Wijaya –  Jim Ronny Andersen: 17-18 / 15-5
- Dicky Palyama –  Björn Decker: 15-9 / 11-15 / 15-7
- Bruce Flockhart –  Thomas Søgaard: 15-12 / 15-8
- Kasper Fangel –  Keita Masuda: 15-7 / 15-7
- Hendrawan –  Alexander Book: 15-7 / 15-12
- Thomas Stuer-Lauridsen –  Frederik Kohler: 15-7 / 15-2
- Chen Gang –  Robert Nock: 15-12 / 15-3
- Kasper Ødum –  Michaela Kryzova: 12-15 / 15-8 / 15-0
- Roslin Hashim –  Antti Viitikko: 15-10 / 15-7
- Xia Xuanze –  Pullela Gopichand: 15-13 / 15-5
- Poul-Erik Høyer Larsen –  Boris Kessov: 15-1 / 15-7
- Park Tae-sang –  Niels Christian Kaldau: 7-15 / 15-7 / 15-9
- Taufik Hidayat –  Tjitte Weistra: 15-7 / 15-8
- Peter Knowles –  Tadashi Ohtsuka: 15-8 / 15-12
- Rashid Sidek –  Chen Hong: 0-15 / 17-14 / 15-7
- Colin Haughton –  Abhinn Shyam Gupta: 12-15 / 15-3 / 15-4
- Martin Delfs –  Rehan Khan: 15-11 / 15-3
- Rony Agustinus –  Andrej Pohar: 17-16 / 15-0
- Fung Permadi –  Craig Robertson: 15-3 / 15-4

### Sektion 1
|  | 2. Runde | 2. Runde                  | 2. Runde | 2. Runde | 2. Runde |  |  | Achtelfinale | Achtelfinale              | Achtelfinale | Achtelfinale | Achtelfinale |  |  | Viertelfinale             | Viertelfinale | Viertelfinale | Viertelfinale | Viertelfinale |  |  | Halbfinale | Halbfinale | Halbfinale | Halbfinale | Halbfinale |
|  |          |                           |          |          |          |  |  |              |                           |              |              |              |  |  |                           |               |               |               |               |  |  |            |            |            |            |            |
|  |          | Peter Gade                | 15       | 15       |          |  |  |              |                           |              |              |              |  |  |                           |               |               |               |               |  |  |            |            |            |            |            |
|  |          | Ruud Kuijten              | 5        | 6        |          |  |  |              | Peter Gade                | 15           | 15           |              |  |  |                           |               |               |               |               |  |  |            |            |            |            |            |
|  |          | Srikant Bakshi            | 15       | 15       |          |  |  |              | Srikant Bakshi            | 6            | 3            |              |  |  |                           |               |               |               |               |  |  |            |            |            |            |            |
|  |          | Joachim Fischer Nielsen   | 9        | 13       |          |  |  |              |                           |              |              |              |  |  | Peter Gade                | 17            | 15            |               |               |  |  |            |            |            |            |            |
|  |          | Yohan Hadikusumo Wiratama | 6        | 15       | 15       |  |  |              |                           |              |              |              |  |  | Yohan Hadikusumo Wiratama | 15            | 8             |               |               |  |  |            |            |            |            |            |
|  |          | Peter Janum               | 15       | 10       | 8        |  |  |              | Yohan Hadikusumo Wiratama | 15           | 15           |              |  |  |                           |               |               |               |               |  |  |            |            |            |            |            |
|  |          | Fumihiko Machida          | 15       | 7        | 15       |  |  |              | Fumihiko Machida          | 6            | 2            |              |  |  |                           |               |               |               |               |  |  |            |            |            |            |            |
|  |          | Nabil Lasmari             | 5        | 15       | 8        |  |  |              |                           |              |              |              |  |  | Peter Gade                | 15            | 15            |               |               |  |  |            |            |            |            |            |
|  |          | Budi Santoso              | 15       | 15       |          |  |  |              |                           |              |              |              |  |  | Budi Santoso              | 11            | 5             |               |               |  |  |            |            |            |            |            |
|  |          | Chen Wei                  | 8        | 6        |          |  |  |              | Budi Santoso              | 15           | 15           |              |  |  |                           |               |               |               |               |  |  |            |            |            |            |            |
|  |          | Wong Choong Hann          | 15       | 15       |          |  |  |              | Wong Choong Hann          | 6            | 3            |              |  |  |                           |               |               |               |               |  |  |            |            |            |            |            |
|  |          | Anders Boesen             | 2        | 7        |          |  |  |              |                           |              |              |              |  |  | Budi Santoso              | 15            | 11            | 15            |               |  |  |            |            |            |            |            |
|  |          | Indra Wijaya              | 15       | 9        | 15       |  |  |              |                           |              |              |              |  |  | Indra Wijaya              | 12            | 15            | 6             |               |  |  |            |            |            |            |            |
|  |          | Kenneth Jonassen          | 13       | 15       | 13       |  |  |              | Indra Wijaya              | 15           | 15           |              |  |  |                           |               |               |               |               |  |  |            |            |            |            |            |
|  |          | Dicky Palyama             | 15       | 13       | 15       |  |  |              | Dicky Palyama             | 2            | 11           |              |  |  |                           |               |               |               |               |  |  |            |            |            |            |            |
|  |          | Bruce Flockhart           | 7        | 15       | 7        |  |  |              |                           |              |              |              |  |  |                           |               |               |               |               |  |  |            |            |            |            |            |

### Sektion 2
|  | 2. Runde | 2. Runde               | 2. Runde | 2. Runde | 2. Runde |  |  | Achtelfinale | Achtelfinale           | Achtelfinale | Achtelfinale | Achtelfinale |  |  | Viertelfinale          | Viertelfinale | Viertelfinale | Viertelfinale | Viertelfinale |  |  | Halbfinale | Halbfinale | Halbfinale | Halbfinale | Halbfinale |
|  |          |                        |          |          |          |  |  |              |                        |              |              |              |  |  |                        |               |               |               |               |  |  |            |            |            |            |            |
|  |          | Taufik Hidayat         | 15       | 17       |          |  |  |              |                        |              |              |              |  |  |                        |               |               |               |               |  |  |            |            |            |            |            |
|  |          | Park Tae-sang          | 5        | 16       |          |  |  |              | Taufik Hidayat         | 15           | 15           |              |  |  |                        |               |               |               |               |  |  |            |            |            |            |            |
|  |          | Peter Knowles          | 12       | 15       | ret      |  |  |              | Peter Knowles          | 3            | 10           |              |  |  |                        |               |               |               |               |  |  |            |            |            |            |            |
|  |          | Rashid Sidek           | 15       | 13       |          |  |  |              |                        |              |              |              |  |  | Taufik Hidayat         | 15            | 17            |               |               |  |  |            |            |            |            |            |
|  |          | Fung Permadi           | 15       | 15       |          |  |  |              |                        |              |              |              |  |  | Fung Permadi           | 5             | 16            |               |               |  |  |            |            |            |            |            |
|  |          | Rony Agustinus         | 10       | 7        |          |  |  |              | Fung Permadi           | 15           | 15           |              |  |  |                        |               |               |               |               |  |  |            |            |            |            |            |
|  |          | Colin Haughton         | 15       | 15       |          |  |  |              | Colin Haughton         | 12           | 2            |              |  |  |                        |               |               |               |               |  |  |            |            |            |            |            |
|  |          | Martin Delfs           | 4        | 6        |          |  |  |              |                        |              |              |              |  |  | Taufik Hidayat         | 15            | 15            |               |               |  |  |            |            |            |            |            |
|  |          | Poul-Erik Høyer Larsen | 15       | 15       |          |  |  |              |                        |              |              |              |  |  | Poul-Erik Høyer Larsen | 13            | 7             |               |               |  |  |            |            |            |            |            |
|  |          | Xia Xuanze             | 11       | 11       |          |  |  |              | Poul-Erik Høyer Larsen | 15           | 15           |              |  |  |                        |               |               |               |               |  |  |            |            |            |            |            |
|  |          | Roslin Hashim          | 15       | 15       |          |  |  |              | Roslin Hashim          | 9            | 5            |              |  |  |                        |               |               |               |               |  |  |            |            |            |            |            |
|  |          | Kasper Ødum            | 5        | 1        |          |  |  |              |                        |              |              |              |  |  | Poul-Erik Høyer Larsen | 15            | 15            |               |               |  |  |            |            |            |            |            |
|  |          | Thomas Stuer-Lauridsen | 15       | 10       | 15       |  |  |              |                        |              |              |              |  |  | Thomas Stuer-Lauridsen | 12            | 12            |               |               |  |  |            |            |            |            |            |
|  |          | Chen Gang              | 4        | 15       | 12       |  |  |              | Thomas Stuer-Lauridsen | 15           | 15           |              |  |  |                        |               |               |               |               |  |  |            |            |            |            |            |
|  |          | Hendrawan              | 15       | 15       |          |  |  |              | Hendrawan              | 12           | 8            |              |  |  |                        |               |               |               |               |  |  |            |            |            |            |            |
|  |          | Kasper Fangel          | 10       | 8        |          |  |  |              |                        |              |              |              |  |  |                        |               |               |               |               |  |  |            |            |            |            |            |

## Dameneinzel

### Qualifikation 1. Runde
- Karina de Wit –  Tracey Middleton: 5-11 / 11-3 / 11-1
- Chihiro Ohsaka –  Manjusha Kanwar: 4-11 / 13-10 / 11-9
- Tanja Berg –  Agnese Allegrini: 11-4 / 11-1
- Cindy Arthur –  Katy Brydon: 11-7 / 4-11 / 13-11
- Lee Hyo-jung –  Lina Kristensen: 11-1 / 11-2

### Qualifikation 2. Runde
- Heike Schönharting –  Nadia Lyduch: 11-4 / 11-3
- Karina de Wit –  Chihiro Ohsaka: 11-6 / 6-11 / 11-6
- Joo Hyun-hee –  P. V. V. Lakshmi: 11-2 / 11-2
- Milaine Cloutier –  Maria Luisa Mur: 11-2 / 11-1
- Tanja Berg –  Cindy Arthur: 11-0 / 11-9
- Lee Hyo-jung –  Kirsteen McEwan: 11-4 / 11-2

### 1. Runde
- Meiluawati –  Rebecca Pantaney: 11-8 / 1-11 / 11-0
- Miho Tanaka –  Lee Deuk-soon: 4-11 / 11-3 / 11-8
- Maja Pohar –  Denyse Julien: 11-3 / 4-11 / 13-12
- Judith Meulendijks –  Heidi Dössing: 11-8 / 11-1
- Sujitra Ekmongkolpaisarn –  Heike Schönharting: 11-0 / 11-0
- Lee Kyung-won –  Aparna Popat: 11-0 / 11-2
- Jill Pittard –  Jody Patrick: 11-8 / 11-8
- Kanako Yonekura –  Mette Pedersen: 11-0 / 11-0
- Huang Chia-chi –  Tracey Hallam: 11-5 / 11-8
- Joanna Szleszyńska –  Victoria Wright: 11-0 / 5-11 / 13-12
- Ellen Angelina –  Brenda Beenhakker: 7-11 / 11-7 / 13-10
- Sandra Dimbour –  Lee Hyo-jung: 1-11 / 11-0 / 13-10
- Mette Sørensen –  Joo Hyun-hee: 11-3 / 11-0
- Sandra Watt –  Lonneke Janssen: 8-11 / 11-4 / 11-1
- Cindana Hartono –  Jihyun Marr: 11-0 / 2-11 / 11-6
- Kelly Morgan –  Tracy Hutchinson: w.o.

### Sektion 1
|  | 2. Runde | 2. Runde                 | 2. Runde | 2. Runde | 2. Runde |  |  | Achtelfinale | Achtelfinale       | Achtelfinale | Achtelfinale | Achtelfinale |  |  | Viertelfinale  | Viertelfinale | Viertelfinale | Viertelfinale | Viertelfinale |  |  | Halbfinale | Halbfinale | Halbfinale | Halbfinale | Halbfinale |
|  |          |                          |          |          |          |  |  |              |                    |              |              |              |  |  |                |               |               |               |               |  |  |            |            |            |            |            |
|  |          | Ye Zhaoying              | 11       | 11       |          |  |  |              |                    |              |              |              |  |  |                |               |               |               |               |  |  |            |            |            |            |            |
|  |          | Kara Solmundson          | 2        | 5        |          |  |  |              | Ye Zhaoying        | 11           | 11           |              |  |  |                |               |               |               |               |  |  |            |            |            |            |            |
|  |          | Lee Kyung-won            | 11       | 5        | 11       |  |  |              | Lee Kyung-won      | 5            | 5            |              |  |  |                |               |               |               |               |  |  |            |            |            |            |            |
|  |          | Sujitra Ekmongkolpaisarn | 2        | 11       | 1        |  |  |              |                    |              |              |              |  |  | Ye Zhaoying    | 11            | 11            |               |               |  |  |            |            |            |            |            |
|  |          | Gong Zhichao             | 11       | 11       |          |  |  |              |                    |              |              |              |  |  | Gong Zhichao   | 6             | 8             |               |               |  |  |            |            |            |            |            |
|  |          | Lidya Djaelawijaya       | 5        | 4        |          |  |  |              | Gong Zhichao       | 11           | 11           |              |  |  |                |               |               |               |               |  |  |            |            |            |            |            |
|  |          | Kanako Yonekura          | 11       | 11       |          |  |  |              | Kanako Yonekura    | 2            | 5            |              |  |  |                |               |               |               |               |  |  |            |            |            |            |            |
|  |          | Jill Pittard             | 0        | 3        |          |  |  |              |                    |              |              |              |  |  | Ye Zhaoying    | 11            | 11            |               |               |  |  |            |            |            |            |            |
|  |          | Camilla Martin           | 11       | 11       |          |  |  |              |                    |              |              |              |  |  | Camilla Martin | 1             | 3             |               |               |  |  |            |            |            |            |            |
|  |          | Sonya McGinn             | 1        | 0        |          |  |  |              | Camilla Martin     | 11           | 11           |              |  |  |                |               |               |               |               |  |  |            |            |            |            |            |
|  |          | Miho Tanaka              | 13       | 11       |          |  |  |              | Miho Tanaka        | 1            | 6            |              |  |  |                |               |               |               |               |  |  |            |            |            |            |            |
|  |          | Meiluawati               | 11       | 7        |          |  |  |              |                    |              |              |              |  |  | Camilla Martin | 11            | 4             | 11            |               |  |  |            |            |            |            |            |
|  |          | Gong Ruina               | 11       | 11       |          |  |  |              |                    |              |              |              |  |  | Gong Ruina     | 3             | 11            | 5             |               |  |  |            |            |            |            |            |
|  |          | Justine Willmott         | 2        | 4        |          |  |  |              | Gong Ruina         | 11           | 11           |              |  |  |                |               |               |               |               |  |  |            |            |            |            |            |
|  |          | Judith Meulendijks       | 11       | 11       |          |  |  |              | Judith Meulendijks | 7            | 7            |              |  |  |                |               |               |               |               |  |  |            |            |            |            |            |
|  |          | Maja Pohar               | 4        | 1        |          |  |  |              |                    |              |              |              |  |  |                |               |               |               |               |  |  |            |            |            |            |            |

### Sektion 2
|  | 2. Runde | 2. Runde           | 2. Runde | 2. Runde | 2. Runde |  |  | Achtelfinale | Achtelfinale    | Achtelfinale | Achtelfinale | Achtelfinale |  |  | Viertelfinale  | Viertelfinale | Viertelfinale | Viertelfinale | Viertelfinale |  |  | Halbfinale | Halbfinale | Halbfinale | Halbfinale | Halbfinale |
|  |          |                    |          |          |          |  |  |              |                 |              |              |              |  |  |                |               |               |               |               |  |  |            |            |            |            |            |
|  |          | Dai Yun            | 11       | 11       |          |  |  |              |                 |              |              |              |  |  |                |               |               |               |               |  |  |            |            |            |            |            |
|  |          | Katja Michalowsky  | 1        | 3        |          |  |  |              | Dai Yun         | 11           | 11           |              |  |  |                |               |               |               |               |  |  |            |            |            |            |            |
|  |          | Ellen Angelina     | 11       | 11       |          |  |  |              | Ellen Angelina  | 3            | 1            |              |  |  |                |               |               |               |               |  |  |            |            |            |            |            |
|  |          | Kelly Morgan       | 8        | 8        |          |  |  |              |                 |              |              |              |  |  | Dai Yun        | 11            | 11            |               |               |  |  |            |            |            |            |            |
|  |          | Huang Chia-chi     | 11       | 11       |          |  |  |              |                 |              |              |              |  |  | Huang Chia-chi | 5             | 4             |               |               |  |  |            |            |            |            |            |
|  |          | Joanna Szleszyńska | 1        | 0        |          |  |  |              | Huang Chia-chi  | 11           | 11           |              |  |  |                |               |               |               |               |  |  |            |            |            |            |            |
|  |          | Yasuko Mizui       | 11       | 11       |          |  |  |              | Yasuko Mizui    | 5            | 1            |              |  |  |                |               |               |               |               |  |  |            |            |            |            |            |
|  |          | Christina Sørensen | 2        | 4        |          |  |  |              |                 |              |              |              |  |  | Dai Yun        | 8             | 13            | 11            |               |  |  |            |            |            |            |            |
|  |          | Zhou Mi            | 11       | 13       |          |  |  |              |                 |              |              |              |  |  | Zhou Mi        | 11            | 10            | 5             |               |  |  |            |            |            |            |            |
|  |          | Tine Rasmussen     | 2        | 10       |          |  |  |              | Zhou Mi         | 6            | 11           | 13           |  |  |                |               |               |               |               |  |  |            |            |            |            |            |
|  |          | Cindana Hartono    | 11       | 11       |          |  |  |              | Cindana Hartono | 11           | 4            | 10           |  |  |                |               |               |               |               |  |  |            |            |            |            |            |
|  |          | Sandra Watt        | 2        | 2        |          |  |  |              |                 |              |              |              |  |  | Zhou Mi        | 7             | 11            | 11            |               |  |  |            |            |            |            |            |
|  |          | Mia Audina         | 11       | 11       |          |  |  |              |                 |              |              |              |  |  | Mia Audina     | 11            | 4             | 7             |               |  |  |            |            |            |            |            |
|  |          | Charmaine Reid     | 2        | 1        |          |  |  |              | Mia Audina      | 11           | 11           |              |  |  |                |               |               |               |               |  |  |            |            |            |            |            |
|  |          | Mette Sørensen     | 11       | 11       |          |  |  |              | Mette Sørensen  | 5            | 2            |              |  |  |                |               |               |               |               |  |  |            |            |            |            |            |
|  |          | Sandra Dimbour     | 4        | 8        |          |  |  |              |                 |              |              |              |  |  |                |               |               |               |               |  |  |            |            |            |            |            |

## Herrendoppel

### Qualifikation 1. Runde
- Aamir Ghaffar /  Nermal Sethi –  Adrian Hancox /  Gavin Simpson: 15-8 / 15-13
- Martin Delfs /  Patrick Ejlerskov –  Andrew Dabeka /  Alain Grenier: 15-3 / 15-8
- Martin Andrew /  Chris Roe –  Kenneth Hasselby /  Jacob Oehlenschlager: 17-15 / 15-7
- Kim Dae-keun /  Kim Yong-hyun –  Morten Grove /  Jonas Lyduch: 15-6 / 15-2

### Qualifikation 2. Runde
- Martin Delfs /  Patrick Ejlerskov –  Aamir Ghaffar /  Nermal Sethi: 15-9 / 15-10
- Kim Dae-keun /  Kim Yong-hyun –  Martin Andrew /  Chris Roe: 15-5 / 15-12

### 1. Runde
- Joachim Fischer Nielsen /  Kasper Ødum –  Mike Beres /  Bryan Moody: 17-14 / 15-11
- Alastair Gatt /  Craig Robertson –  Enrico Galeani /  Simone Vincenzi: 15-4 / 15-7
- Ha Tae-kwon /  Kim Dong-moon –  Jesper Mikla /  Lars Paaske: 15-9 / 15-4
- Zhang Jun /  Zhang Wei –  Keita Masuda /  Tadashi Ohtsuka: 15-3 / 15-3
- Michael Helber /  Björn Siegemund –  Jaseel P. Ismail /  Vincent Lobo: 15-7 / 6-15 / 15-13
- Simon Archer /  Nathan Robertson –  Kim Dae-keun /  Kim Yong-hyun: 15-4 / 15-10
- Anthony Clark /  Ian Sullivan –  Patrick Boonen /  David Vandewinkel: 15-8 / 15-4
- Chen Qiqiu /  Wang Wei –  Mihail Popov /  Svetoslav Stoyanov: 15-8 / 15-2
- Chan Chong Ming /  Jeremy Gan –  John Quinn /  Neil Waterman: 15-11 / 11-15 / 15-3
- Shinji Ohta /  Takuya Takehana –  Alexander Book /  Antti Viitikko: 15-8 / 15-3
- S. Antonius Budi Ariantho /  Denny Kantono –  Bobby Milroy /  William Milroy: 15-4 / 15-4
- Lee Dong-soo /  Yoo Yong-sung –  Graham Hurrell /  Peter Jeffrey: 15-7 / 15-3
- Chris Hunt /  Julian Robertson –  Jonas Rasmussen /  Ove Svejstrup: 11-15 / 15-12 / 15-3
- Brent Olynyk /  Iain Sydie –  Mike Joppien /  Andreas Wölk: 7-15 / 15-12 / 15-2
- Russell Hogg /  Kenny Middlemiss –  Kasper Fangel /  Frederik Kohler: 15-12 / 15-11
- Chew Choon Eng /  Lee Wan Wah –  Michael Lamp /  Martin Lundgaard Hansen: 15-11 / 15-11

### 2. Runde
- Cheah Soon Kit /  Choong Tan Fook –  Lee Clapham /  Mark King: 15-1 / 15-1
- Joachim Fischer Nielsen /  Kasper Ødum –  Alastair Gatt /  Craig Robertson: 15-12 / 13-15 / 15-6
- Ricky Subagja /  Rexy Mainaky –  Norbert van Barneveld /  Jurgen van Leeuwen: 15-2 / 15-7
- Ha Tae-kwon /  Kim Dong-moon –  Zhang Jun /  Zhang Wei: 15-7 / 15-8
- Tony Gunawan /  Candra Wijaya –  Janek Roos /  Thomas Stavngaard: 15-4 / 15-12
- Simon Archer /  Nathan Robertson –  Michael Helber /  Björn Siegemund: 15-13 / 15-6
- Jens Eriksen /  Jesper Larsen –  Siripong Siripool /  Pramote Teerawiwatana: 15-5 / 15-1
- Chen Qiqiu /  Wang Wei –  Anthony Clark /  Ian Sullivan: 10-15 / 15-7 / 17-14
- Chan Chong Ming /  Jeremy Gan –  Shinji Ohta /  Takuya Takehana: 15-5 / 15-10
- Dennis Lens /  Quinten van Dalm –  Liu Yong /  Yu Jinhao: 10-15 / 15-7 / 17-16
- Lee Dong-soo /  Yoo Yong-sung –  S. Antonius Budi Ariantho /  Denny Kantono: 17-14 / 15-7
- Jim Laugesen /  Michael Søgaard –  Sebastian Ottrembka /  Joachim Tesche: 15-30 / 15-5
- Chris Hunt /  Julian Robertson –  Brent Olynyk /  Iain Sydie: 15-3 / 15-7
- Lee Wei-jen /  Victo Wibowo –  Chen Hong /  Chen Wei: 15-13 / 15-13
- Chew Choon Eng /  Lee Wan Wah –  Russell Hogg /  Kenny Middlemiss: 15-6 / 7-15 / 15-1
- Eng Hian /  Flandy Limpele –  Adrian Casey /  Tony Cole: 15-6 / 15-8

### Achtelfinale
- Cheah Soon Kit /  Choong Tan Fook –  Joachim Fischer Nielsen /  Kasper Ødum: 15-9 / 15-6
- Ha Tae-kwon /  Kim Dong-moon –  Ricky Subagja /  Rexy Mainaky: 15-8 / 17-15
- Tony Gunawan /  Candra Wijaya –  Simon Archer /  Nathan Robertson: 15-7 / 9-15 / 15-6
- Jens Eriksen /  Jesper Larsen –  Chen Qiqiu /  Wang Wei: 15-6 / 15-7
- Chan Chong Ming /  Jeremy Gan –  Dennis Lens /  Quinten van Dalm: 15-9 / 15-5
- Lee Dong-soo /  Yoo Yong-sung –  Jim Laugesen /  Michael Søgaard: 15-9 / 15-8
- Lee Wei-jen /  Victo Wibowo –  Chris Hunt /  Julian Robertson: 15-10 / 15-17 / 15-13
- Chew Choon Eng /  Lee Wan Wah –  Eng Hian /  Flandy Limpele: 8-15 / 15-12 / 17-14

### Viertelfinale
- Ha Tae-kwon /  Kim Dong-moon –  Cheah Soon Kit /  Choong Tan Fook: 11-15 / 15-6 / 15-13
- Tony Gunawan /  Candra Wijaya –  Jens Eriksen /  Jesper Larsen: 15-8 / 15-8
- Lee Dong-soo /  Yoo Yong-sung –  Chan Chong Ming /  Jeremy Gan: 15-8 / 15-12
- Chew Choon Eng /  Lee Wan Wah –  Lee Wei-jen /  Victo Wibowo: 12-15 / 15-10 / 15-4

### Halbfinale
- Tony Gunawan /  Candra Wijaya –  Ha Tae-kwon /  Kim Dong-moon: 7-15 / 15-12 / 15-8
- Lee Dong-soo /  Yoo Yong-sung –  Chew Choon Eng /  Lee Wan Wah: 15-9 / 15-5

### Finale
- Tony Gunawan /  Candra Wijaya –  Lee Dong-soo /  Yoo Yong-sung: 15-7 / 15-5

## Damendoppel

### 1. Runde
- Gao Ling /  Qin Yiyuan –  Cindy Arthur /  Jody Patrick: 15-1 / 15-5
- Pernille Harder /  Helene Kirkegaard –  Lesley Paine /  Emma Timmins: 15-0 / 15-3
- Joanne Goode /  Donna Kellogg –  Lee Kyung-won /  Yim Kyung-jin: 15-10 / 15-4
- Chihiro Ohsaka /  Kanako Yonekura –  Kirsteen McEwan /  Sandra Watt: 15-5 / 17-14
- Joanne Davies /  Sarah Hardaker –  Carmelita /  Indarti Issolina: 15-5 / 15-7 / 15-9
- Huang Sui /  Lu Ying –  Yoshiko Iwata /  Haruko Matsuda: 15-8 / 15-9
- Ann-Lou Jørgensen /  Mette Schjoldager –  Lim Pek Siah /  Joanne Quay: 15-3 / 15-1
- Denyse Julien /  Charmaine Reid –  Ella Tripp /  Sara Sankey: 15-3 / 15-4
- Gail Emms /  Joanne Nicholas –  Jane F. Bramsen /  Christina Sørensen: 15-6 / 15-10
- Eti Tantra /  Cynthia Tuwankotta –  Heidi Dössing /  Wiebke Schrempf: 15-5 / 15-2
- Ann Jørgensen /  Rikke Olsen –  Manjusha Kanwar /  P. V. V. Lakshmi: 15-2 / 15-3
- Naomi Murakami /  Hiromi Yamada –  Natalie Munt /  Karen Peatfield: 15-8 / 15-8
- Chung Jae-hee /  Ra Kyung-min –  Tanja Berg /  Nadia Lyduch: 15-3 / 15-3
- Milaine Cloutier /  Robbyn Hermitage –  Agnese Allegrini /  Maria Luisa Mur: 15-5 / 15-4
- Lee Hyo-jung /  Lee Deuk-soon –  Lorraine Cole /  Tracey Hallam: 13-15 / 15-8 / 15-4
- Lonneke Janssen /  Erica van den Heuvel –  Ge Fei /  Gu Jun: w.o.

### Achtelfinale
- Gao Ling /  Qin Yiyuan –  Pernille Harder /  Helene Kirkegaard: 15-5 / 15-3
- Joanne Goode /  Donna Kellogg –  Chihiro Ohsaka /  Kanako Yonekura: 15-11 / 15-7
- Huang Sui /  Lu Ying –  Joanne Davies /  Sarah Hardaker: 15-8 / 15-8
- Ann-Lou Jørgensen /  Mette Schjoldager –  Denyse Julien /  Charmaine Reid: 15-6 / 15-8
- Gail Emms /  Joanne Nicholas –  Lonneke Janssen /  Erica van den Heuvel: 10-15 / 15-9 / 15-6
- Ann Jørgensen /  Rikke Olsen –  Eti Tantra /  Cynthia Tuwankotta: 15-5 / 15-6
- Chung Jae-hee /  Ra Kyung-min –  Naomi Murakami /  Hiromi Yamada: 15-8 / 15-3
- Lee Hyo-jung /  Lee Deuk-soon –  Milaine Cloutier /  Robbyn Hermitage: 15-7 / 15-10

### Viertelfinale
- Gao Ling /  Qin Yiyuan –  Joanne Goode /  Donna Kellogg: 11-15 / 15-13 / 15-3
- Huang Sui /  Lu Ying –  Ann-Lou Jørgensen /  Mette Schjoldager: 15-6 / 15-2
- Ann Jørgensen /  Rikke Olsen –  Gail Emms /  Joanne Nicholas: 15-4 / 15-5
- Chung Jae-hee /  Ra Kyung-min –  Lee Hyo-jung /  Lee Deuk-soon: 15-6 / 15-4

### Halbfinale
- Huang Sui /  Lu Ying –  Gao Ling /  Qin Yiyuan: 15-8 / 15-8
- Chung Jae-hee /  Ra Kyung-min –  Ann Jørgensen /  Rikke Olsen: 15-11 / 6-15 / 15-2

### Finale
- Chung Jae-hee /  Ra Kyung-min –  Huang Sui /  Lu Ying: 15-6 / 15-8

## Mixed

### 1. Runde
- Bambang Suprianto /  Zelin Resiana –  Chris Bruil /  Erica van den Heuvel: 15-4 / 10-15 / 15-12
- Michael Lamp /  Mette Schjoldager –  Kenny Middlemiss /  Kirsteen McEwan: 15-6 / 15-3
- Jon Holst-Christensen /  Ann Jørgensen –  Peter Jeffrey /  Joanne Nicholas: 15-8 / 15-6
- Ian Sullivan /  Gail Emms –  Chan Chong Ming /  Joanne Quay: 15-5 / 15-12
- Chris Hunt /  Donna Kellogg –  Jesper Larsen /  Ann-Lou Jørgensen: 15-3 / 10-15 / 15-12
- Kim Dong-moon /  Ra Kyung-min –  Iain Sydie /  Denyse Julien: 15-7 / 15-6
- Simon Archer /  Joanne Goode –  Zhang Jun /  Gao Ling: 8-15 / 15-6 / 15-12
- Janek Roos /  Helene Kirkegaard –  Fumihiko Machida /  Yasuko Mizui: 15-13 / 17-15
- Ha Tae-kwon /  Chung Jae-hee –  Nathan Robertson /  Joanne Davies: 15-7 / 15-11
- Lars Paaske /  Jane F. Bramsen –  Ruud Kuijten /  Manon Albinus: 17-15 / 15-13
- Quinten van Dalm /  Nicole van Hooren –  Wahyu Agung /  Emma Ermawati: 15-9 / 16-17 / 15-9
- Martin Lundgaard Hansen /  Pernille Harder –  Chen Gang /  Qin Yiyuan: 15-12 / 15-11
- Tri Kusharyanto /  Minarti Timur –  Anthony Clark /  Lorraine Cole: 15-10 / 15-1
- Joachim Tesche /  Wiebke Schrempf –  Simone Vincenzi /  Maria Luisa Mur: 15-3 / 15-4
- Michael Søgaard /  Rikke Olsen –  Lee Dong-soo /  Yim Kyung-jin: 15-7 / 15-13
- Brent Olynyk /  Robbyn Hermitage –  Jens Eriksen /  Marlene Thomsen: w.o.

### Achtelfinale
- Bambang Suprianto /  Zelin Resiana –  Michael Lamp /  Mette Schjoldager: 15-9 / 15-9
- Jon Holst-Christensen /  Ann Jørgensen –  Ian Sullivan /  Gail Emms: 15-5 / 15-4
- Kim Dong-moon /  Ra Kyung-min –  Chris Hunt /  Donna Kellogg: 15-9 / 15-7
- Simon Archer /  Joanne Goode –  Janek Roos /  Helene Kirkegaard: 15-13 / 15-5
- Ha Tae-kwon /  Chung Jae-hee –  Brent Olynyk /  Robbyn Hermitage: 15-5 / 15-10
- Lars Paaske /  Jane F. Bramsen –  Quinten van Dalm /  Nicole van Hooren: 15-8 / 15-12
- Tri Kusharyanto /  Minarti Timur –  Martin Lundgaard Hansen /  Pernille Harder: 15-11 / 15-10
- Michael Søgaard /  Rikke Olsen –  Joachim Tesche /  Wiebke Schrempf: 15-3 / 15-8

### Viertelfinale
- Bambang Suprianto /  Zelin Resiana –  Jon Holst-Christensen /  Ann Jørgensen: 15-4 / 13-15 / 15-6
- Simon Archer /  Joanne Goode –  Kim Dong-moon /  Ra Kyung-min: 15-11 / 17-14
- Ha Tae-kwon /  Chung Jae-hee –  Lars Paaske /  Jane F. Bramsen: 15-9 / 15-5
- Michael Søgaard /  Rikke Olsen –  Tri Kusharyanto /  Minarti Timur: 15-6 / 15-7

### Halbfinale
- Simon Archer /  Joanne Goode –  Bambang Suprianto /  Zelin Resiana: 15-6 / 15-9
- Ha Tae-kwon /  Chung Jae-hee –  Michael Søgaard /  Rikke Olsen: 15-13 / 11-15 / 15-13

### Finale
- Simon Archer /  Joanne Goode –  Ha Tae-kwon /  Chung Jae-hee: 15-2 / 15-13